# Coniophanes quinquevittatus
Espèce
Synonymes
- Homalopsis quinquevittatus Duméril, Bibron & Duméril, 1854
- Calopisma quinquevittatum var. mexicana Jan, 1865
- Hydrops lubricus Cope, 1871

Statut de conservation UICN

 LC  : Préoccupation mineure
Coniophanes quinquevittatus est une espèce de serpents de la famille des Dipsadidae.

## Répartition
Cette espèce se rencontre au Mexique et au Guatemala.

## Publication originale
- Duméril, Bibron & Duméril, 1854 : Erpétologie générale ou histoire naturelle complète des reptiles. Tome septième. Première partie, p. 1-780 (texte intégral).